# Seo Jung-won
Seo Jung-Won (Gwangju, 17 de dezembro de 1970) é um ex-futebolista sul-coreano. Atualmente, é o treinador do Suwon Bluewings.

## Carreira
Seo jogou de 1992 a 1998 em seu país e deixou a pátria nesse último ano para defender o Strasbourg, mas durou pouco tempo no time francês e voltou à Coreia do Sul para defender o Suwon Samsung Bluewings. Ficou até 2004, quando foi jogar no Red Bull Salzburg, ficando no clube da empresa de bebidas energéticas ainda em 2005 para defender o Ried, onde ficou até o fim da carreira, em 2007.
Seo jogou de 1987 a 2000 na Seleção Sul-Coreana de Futebol (somando as passagens pelas seleções Sub-17, Sub-21 e principal). Foi dele o gol de empate contra a Espanha, depois de os Tigres estarem perdendo por dois gols.
Jogou também a Copa do Mundo FIFA de 1998, sem muito sucesso. Quando a Coreia do Sul sediou a Copa do Mundo FIFA de 2002, junto com o Japão, Seo - que era cogitado para disputar a mesma graças ao desempenho com o Suwon - já tinha deixado o time.